# ファラニチュ
ファラニチュ（フェラニチ、カタルーニャ語: Felanitx [fələˈnitʃ]、スペイン語: Felanichとも）は、スペイン・バレアレス諸島州のムニシピ。バレアレス諸島・マリョルカ島の南東部に位置する。パルマ・デ・マリョルカからの距離は48km。

## 地理

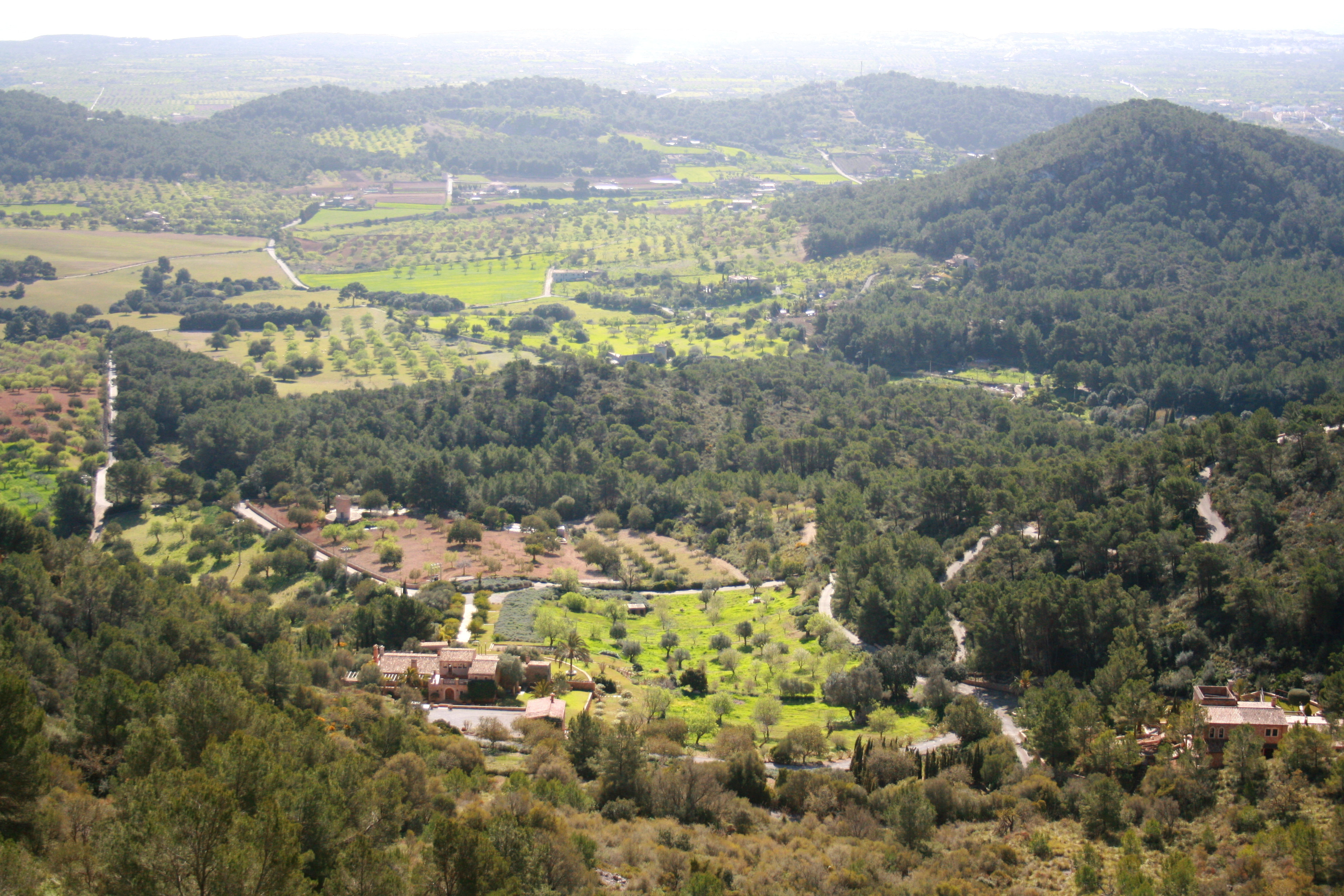
サントゥエリ城から見たファラニチュの農村景観

フェラニチュはマリョルカ島の東部にあり、東部の中心都市であるマナコールの南約12km、サンタニーの北約12kmにある。両自治体とは南北方向に走る県道Ma-14号線で結ばれている。中心市街地は地中海（バレアレス海）から約10km内陸にあるものの、自治体域にはプルトゥクロンのビーチがあり、このビーチは美しい入江と灯台を有している。プルトゥクロンも含めてマリョルカ島東岸は小規模な入江や崖が連続しているため、海に面する大きな町は存在せず、ファラニチュ、マナコール、サンタニー、アルター、カプダペラなどの町はいずれも海岸から数キロから10キロ程度内陸部に位置する。

## 歴史
少なくとも紀元前3世紀から、土器・陶器製の水甕の生産の中心地であった。
ファラニチュの町の近くに位置するサントゥエリ城とその遺構はサン・サルバドール修道院から見ることができる。1229年にアラゴン王ハイメ1世（征服王）がレコンキスタのためにマリョルカ島にやってきて、マリョルカ島の他地域がキリスト教徒の手に渡った際も、この城ではムーア人が1年以上に渡ってキリスト教徒に抵抗した。サントゥエリの城が陥落すると、ファラニチュの住民は町を放棄し、その後100年近くも居住者がいなかった。1300年頃にはジャウメ2世がファラニチュへの再入植を命じた。町の東側から農村景観を見下ろす丘の頂上部には、ゴシック様式の建築を持つサン・サルバドール修道院がある。切り立った崖の上に位置しているように見えるが、サン・サルバドール修道院には自動車で訪れることができる。
1603年にはサン・アグスティ修道会が設立された。白いズボン、赤いシャツ、緑の帽子を身に付けた10歳から13歳の男児7人がラ・ダマの周囲で踊り、他の着飾った子どもがハンカチを振るアルス・カバリェッツの舞踊で有名となった。近年まで踊り手はすべて男児だったが、今日では女児の参加も許されている。今日のファラニチュはワインとブランデーの生産で知られており、1749年のこの地域には60を超える蒸留所があった。毎週日曜日には定期市場が開催される。
1844年のパルムの日曜日には、サン・ミゲル教会の壁が伝統行列の上に崩れ落ちた。600人以上が生き埋めとなり、結局414人が亡くなった。今日の教会の壁面にはこの惨劇を伝えるプラークが設置されている。ファラニチュ周辺は大規模なワイン産地であり、19世紀末にフィロキセラが流行する前にはマリョルカ島で生産されるワインの10本中9本がこの地域で生産されたとされている。フィロキセラの流行を気にマリョルカ島でいくつかの場所ではブドウの木がアーモンドの木に置き換えられたが、フェラニチュ周辺ではすべてのブドウの木を（別のブドウの木に）植え替えたとされている。
1950年代から1960年代にはファラニチュ出身の自転車競技選手であるギジェルモ・ティモネルが世界選手権プロ・ドミフォンで6度優勝した。ティムネルはリーダージャージを聖サルバドールの聖母に捧げ、感謝の気持ちを込めた詩を書いた。この詩は今日でも聖サルバドール修道院の廊下で読むことができる。

## 出身者
- ギリェム・サグレラ（英語版）(1380-1456) : 建築家・彫刻家。
- ギジェルモ・ティモネル(1926-) : 自転車競技選手。世界選手権プロ・ドミフォン6度優勝。
- ガブリエル・バルサロー(Gabriel Barceló)(1928-) : 実業家。
- セバスティアン・バルサロー(Sebastian Barceló)(1930-) : 実業家。
- ミケル・バルサロー(1957-) : 現代画家。

## ギャラリー

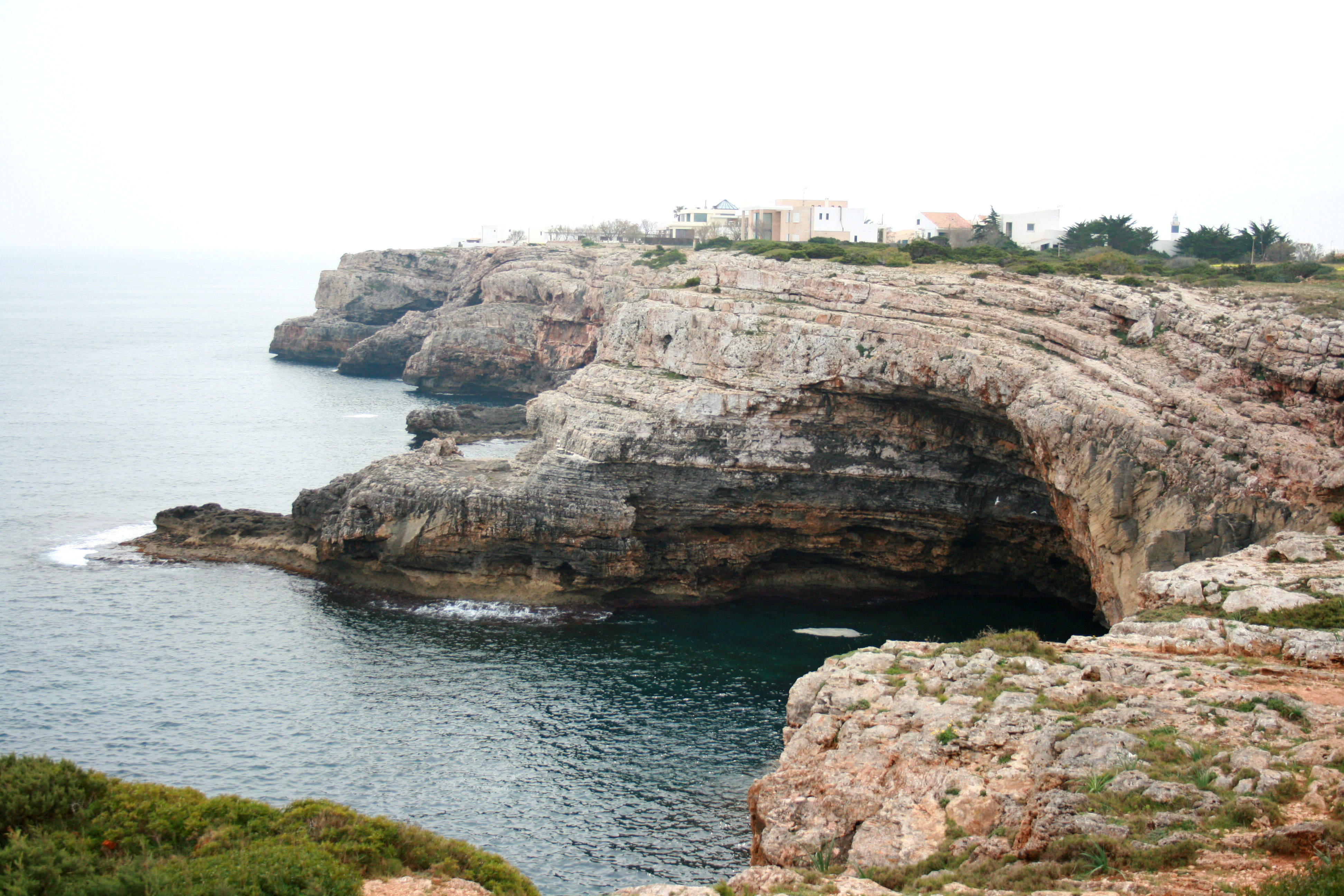
プルトゥクロンの崖と入江
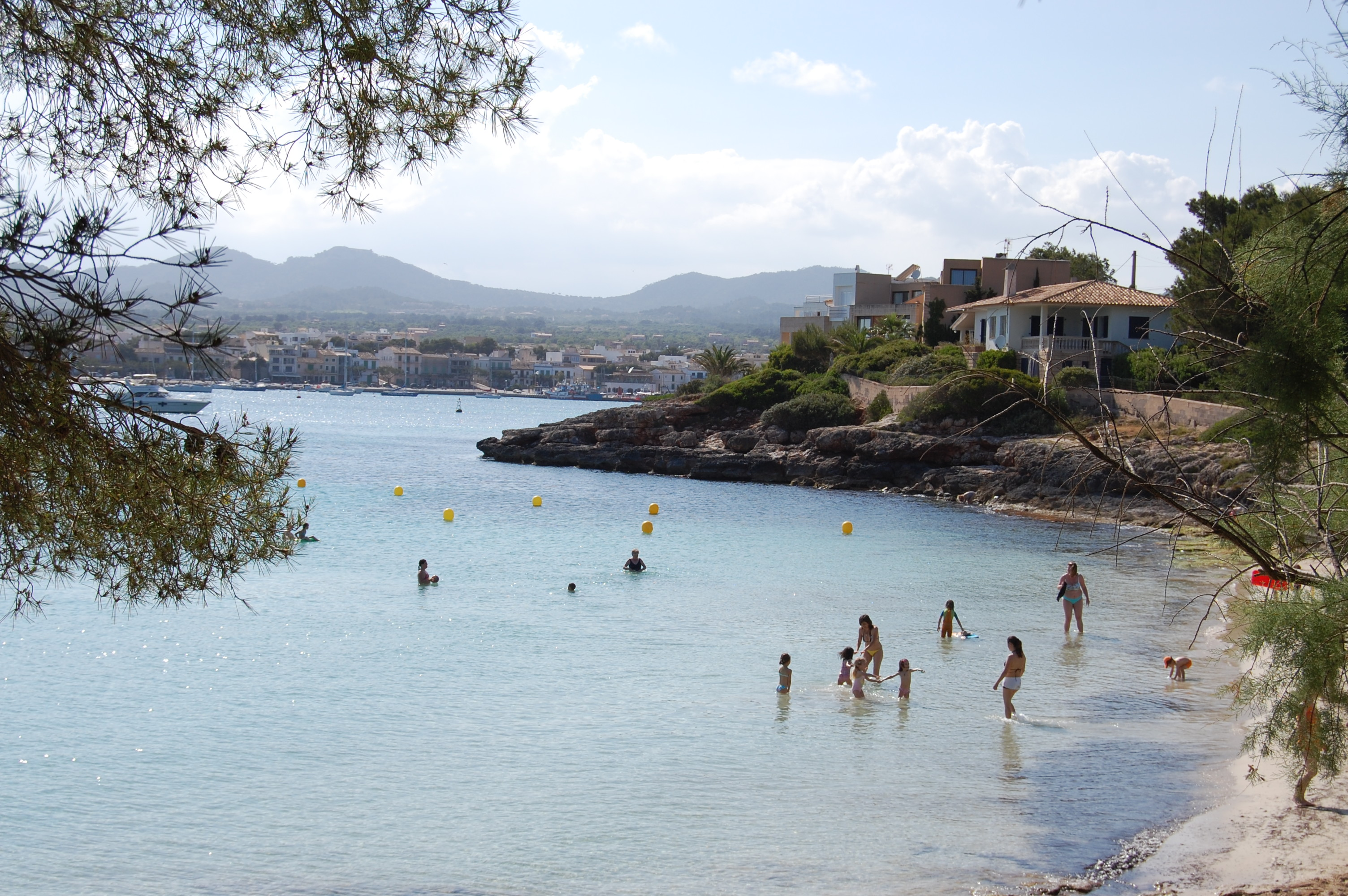
プルトゥクロンのビーチ